# 病院狂時代
『病院狂時代』（びょういんきょうじだい、英: Young Doctors in Love）は、1982年のアメリカ映画。市民病院の人々が起こす騒動を描いたコメディ。ゲイリー・マーシャルの第一回監督作品である。

## ストーリー
8人の若い研修医のグループが、贅沢な放蕩生活を送る、厚かましく冷笑的な外科医プラン医師が長を務める市立病院の外科スタッフに加わる。
一方、老マフィアのサル・ボナフェッティは脳卒中を患い、偽名でその病院に入院する。彼の息子アンジェロは、対立する犯罪組織による報復を恐れ、サルを見守るためにアンジェラという女性に変装する。
プロの殺し屋マラマッドは、サルを暗殺するために入院し、サルの隣のベッドに入るが、暗殺の試みはことごとく失敗し、マラマッド自身も痛みを伴う不必要な治療を受けることになってしまう。
サルを定期的に診て、アンジェラにも会っている医師はウォルター・リスト博士である。時間が経つに連れ、彼のアンジェラに対する好意が嵩じてくるが、アンジェラが変装したサルの息子であることには気付かない。
ステファニー・ブロディ医師とサイモン・オーガスト医師は、話が進むに連れて親しくなっていく。2人で夕食に出かけた時、彼ステファニーは脇腹に強い痛みを感じるが、何もないと言い、痛みを振り払う。
フィル・バーンズ医師は研修の費用を稼ぐために別の仕事を2つ掛け持ちしており、半分寝ている時に看護師長のノリーン・スプロケットから汚いメモを渡される。それは患者から受け取ったものだったのだが、フィルはそれをノリーンからの誘いだと勘違いする。彼が彼女を口説こうとすると、ノリーンは彼に平手打ちを食らわせる。彼女に謝罪するために、彼の第2の仕事はダンス講師であることから、彼女にキツネ・ステップを見せる。フィルはノリーンに興奮剤をくれるように依頼した時、ノリーンが薬棚の鍵を首にかけていることに気づく。
プラン医師はサイモンに基本的な手術の予定を入れると告げ、サイモンは虫垂切除術を行うよう求められると口が利けなくなってしまう。彼は自分の誕生日にピニャータ（注：クリスマスや子供のお祭り（誕生日など）に使われる、中にお菓子やおもちゃなどを詰めた紙製のくす玉人形）を使っていたずらされたことが蘇る。ステファニーは、彼のパニックを治すために手術室の手術台で彼とセックスする。
数か月が経つ中、サルはマラマッドの暗殺を阻止し続ける。病院のクリスマスパーティーでステファニーとサイモンは婚約を発表するが、その直後彼女は倒れてしまう。彼女は多くの人手を要する処置を必要とする病気を患っていることが判明する。サイモンは消極的なプラン医師に手術を行うことを求める。その手術は複雑なため、外科医たちは模型人形を使って練習する。
一方で、薬棚の鍵のコピーを使って盗んで始めた薬の密売ビジネスを大幅に拡大させたフィルは、警察に逮捕される。ノリーンが、彼が盗みをしていることを知り、警察に密告していたのである。
ステファニーの手術が予定されていたが、土壇場になって看護師2人がストライキを起こし、会計士から破産宣告をしなければならないと言われたプラン医師は手術が出来なくなる。サイモンは、仲間の医師たちに助けて貰いながら、プラン医師抜きで手術を行うことになる。
困難はあったものの、手術は最終的に成功する。

## キャスト
- サイモン・オーガスト - マイケル・マッキーン
- ステファニー・ブロディ - ショーン・ヤング
- ジョセフ・プラング - ダブニー・コールマン
- オリヴァー・ルドウィグ - ハリー・ディーン・スタントン
- アンジェロ・ボナファティ - ヘクター・エリゾンド
- ノリーン・スプロケット - パメラ・リード
- フロイド・カーツマン - ソウル・ルビネック
- マラマッド・キャラハン - マイケル・リチャーズ
- フィル・バーンズ - テイラー・ネグロン
- ウォルター・リスト - パトリック・コリンズ
- ミルトン・チェンバレン - ゲイリー・フリードキン
- バック・デヴォル - テッド・マッギンレー
- サーマン・フリッカー - リック・オーヴァートン
- チャールズ・リット - カイル・T・ヘフナー
- サル・ボナファティ - ティトス・ヴァンディス
- ジェイコブス - パトリック・マクニー
- ジュリー - クリスタル・バーナード
- ライル・オーガスト - エド・ベグリー・ジュニア
- 売人 - リチャード・ディーン・アンダーソン
- 新人のインターン生 - デミ・ムーア
- ジャニン・ターナー
- モニーク・ガブリエル
- ビリー・バード